# Pájara

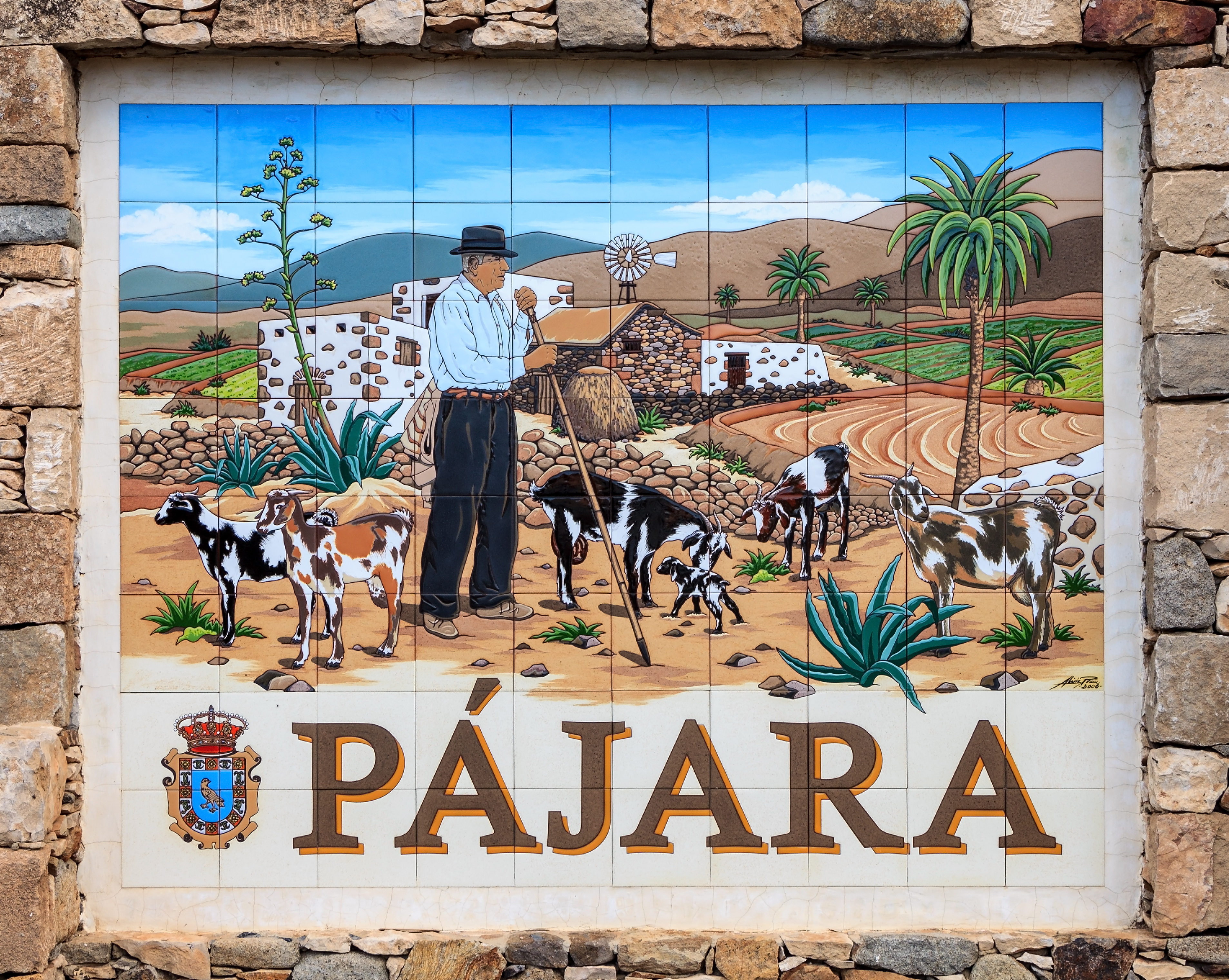
Place de Pájara.

Pájara est une commune de la communauté autonome des îles Canaries en Espagne. Elle est située au sud de l'île de Fuerteventura dans la province de Las Palmas.
Sur le ban de la commune se trouvent les importants centres touristiques situés entre Costa Calma et Morro Jable.

## Géographie

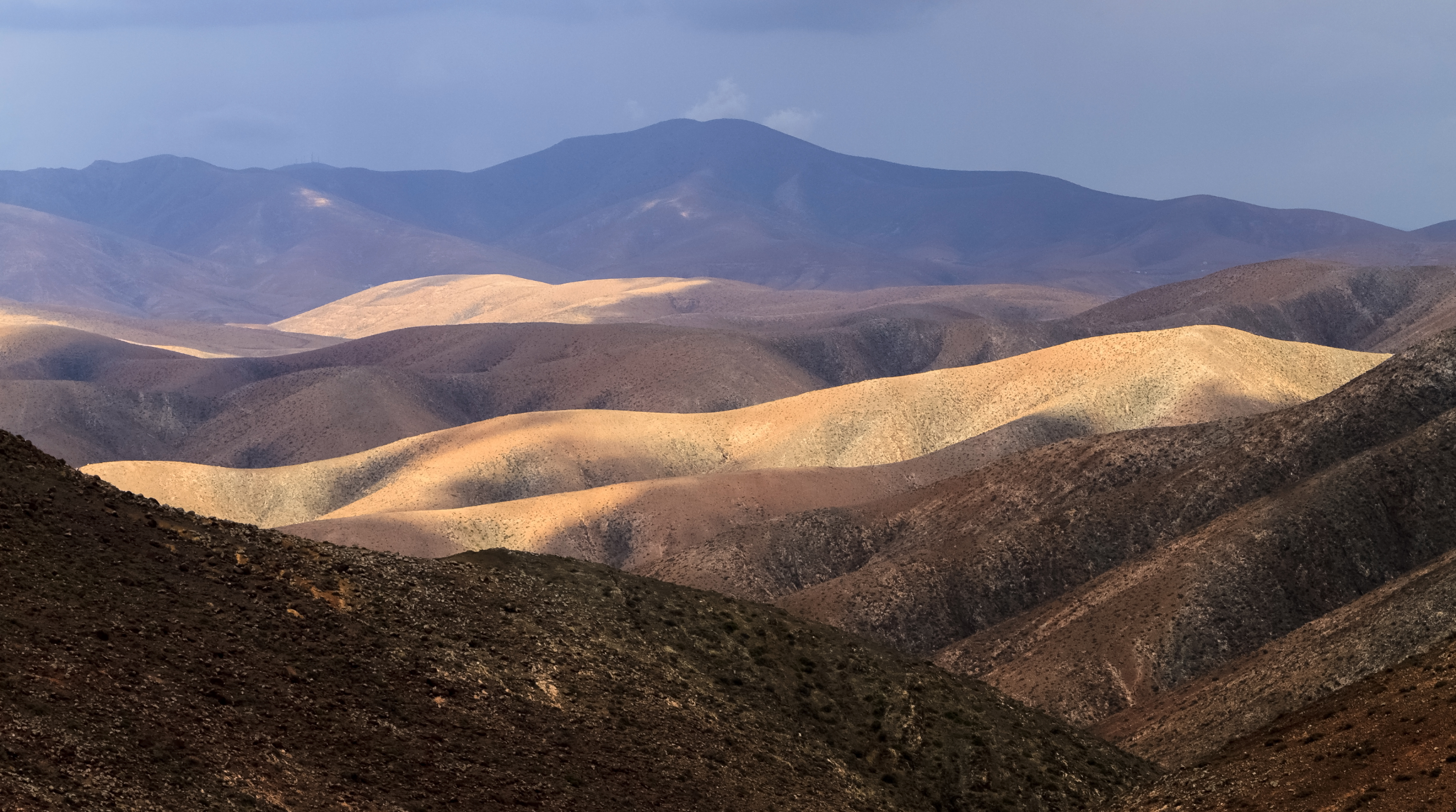
Montagne de la Fuente, près de Pájara.

Le territoire de la commune s'étend essentiellement sur l'ensemble de la péninsule de Jandía – bien que cette zone soit la moins habitée – et au nord-ouest de l'isthme de La Pared. Elle possède le point culminant de l'île de Fuerteventura, avec le pic de la Zarza (s'élevant à 807 mètres, ainsi que le parc naturel de Jandía qui couvre environ 150 km2 sur la quasi-totalité de la péninsule (à l'exception des stations balnéaires de Morro Jable et Costa Calma).

### Localisation

Localisation de l'île de Fuerteventura dans les Îles Canaries.
Localisation de Pájara dans l'île de Fuerteventura.

|                  | Betancuria       | Antigua |
| Océan Atlantique | Pájara           | Tuineje |
|                  | Océan Atlantique |         |

### Villages de la commune
Les localités et lieux-dits de la commune de Pájara sont (nombre d'habitants en 2008) :
- Morro Jable (7 573)
- Costa Calma (5 237)
- Solana Matorral (2 164)
- Pájara (1 116)
- La Lajita (1 766)
- Esquinzo (832)
- La Pared (576)
- Piedras Caidas (363)
- Toto (280)
- Ajuy (106)
- Cardón (146)
- Mal Nombre (94)
- Cofete (25)
- Punta Jandía (30)

## Patrimoine

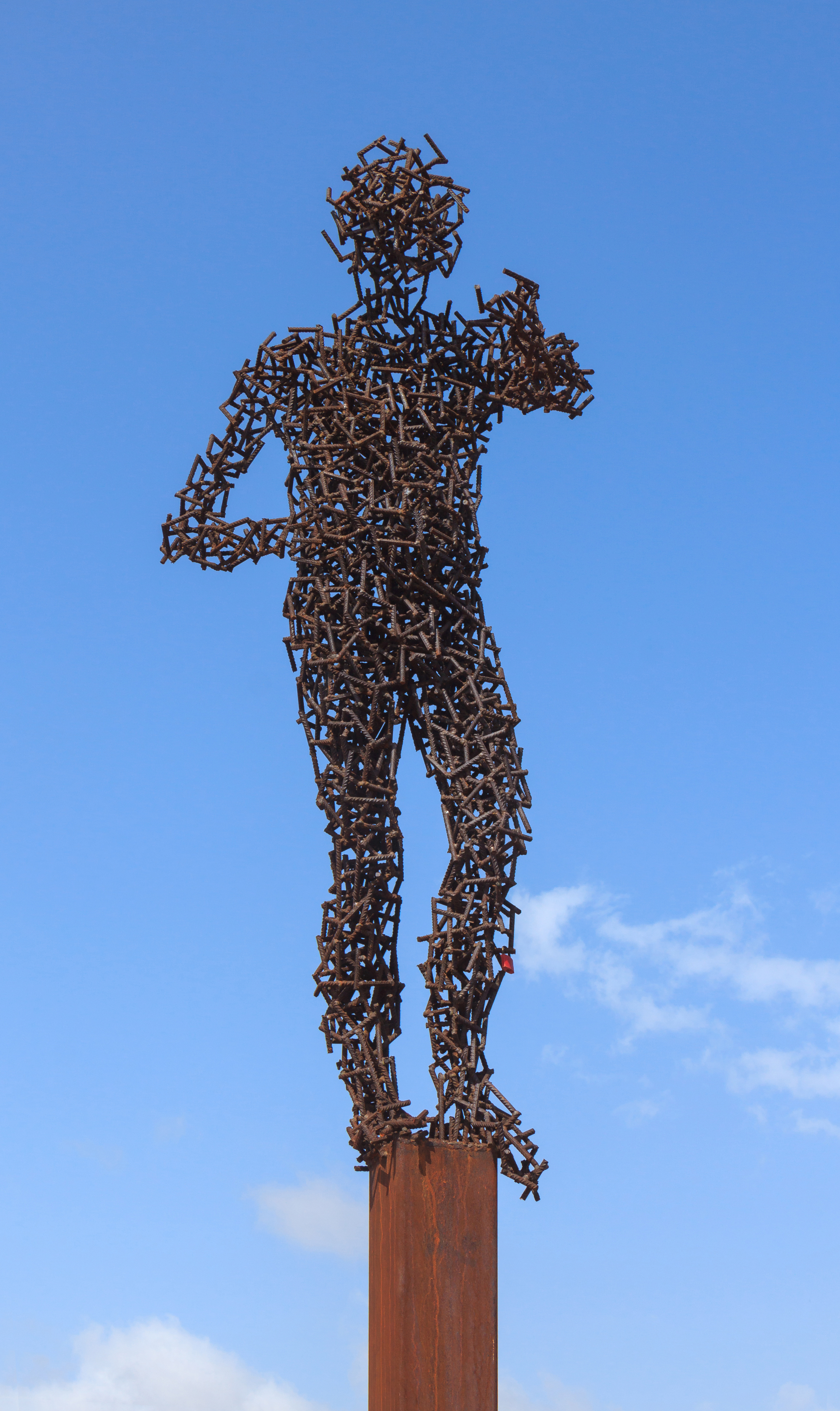
"Luz en el Horizonte" une sculpture de Amancio Gonzáles.

Le territoire de la commune de Páraja comprend le parc naturel de Jandía situé dans la péninsule éponyme.